# Tom Belsø
Tom Belsø (n. 27 august 1942, Copenhaga, Danemarca – d. 11 ianuarie 2020, Rushden, Anglia, Regatul Unit) a fost un pilot danez de Formula 1 care a evoluat în Campionatul Mondial între anii 1973 și 1974.